# Cetea (Rumunia)
Cetea – wieś w Rumunii, w okręgu Bihor, w gminie Borod. W 2011 roku liczyła 238
mieszkańców.